# Cantón Catamayo
Catamayo, antes La Toma, es un cantón que se encuentra ubicado provincia de Loja, Ecuador. se caracteriza por maravillosos paisajes naturales en los que se destaca una flora y fauna exuberantes. Posee los valles más fértiles, de inagotable abundancia agrícola de la Región, los mismos que son bañados por dos ríos, Catamayo y Guayabal. 
Cuenta con innumerables atractivos tanto naturales como turísticos y culturales etc. Su clima es delicioso con un tinte veraniego lo que hace de esta Ciudad uno de los destinos ideales para quien busca disfrutar de unas vacaciones en un ambiente agradable rodeado de esplendorosos valles y paisajes naturales.
Por su ubicación geográfica se ha convertido en una Ciudad de paso hacia todos los lugares de Ecuador, además de poseer el Aeropuerto Ciudad de Catamayo, medio con el que comunica a la provincia de Loja con el resto del País, es por esto que Catamayo se muestra como una urbe siempre lista a recibir al visitante o simplemente ser el lugar donde los viajeros hacen su parada para descansar un momento y deleitarse con el sabor único de su deliciosa gastronomía, la misma que la encuentran en diferentes restaurantes de la urbe catamayense; su gente es amable y trabajadora constituyéndose en un factor importantísimo para el desarrollo de la Ciudad. En Catamayo se encuentra la Parroquia San José.

## Clima
En el valle de Catamayo y sus alrededores el clima es cálido y seco con una precipitación que fluctúa entre 500 y 700 mm, este tipo de clima es el que abarca mayor superficie territorial; mientras en las parroquias noroccidentales el clima es subtropical húmedo con una precipitación entre 900 mm y 1,400 mm.
El clima esta definido por la altitud, siendo las zonas secas las más cálidas.

## Comida Típica de Catamayo
En Catamayo hay una variedad de comida típica como:
- LA CECINA

tenemos que cecinar la carne y adobarla con condimentos, luego asarla en el carbón. se la puede comer acompañada de yuca. mote y cebolla curtida acompañada de un rico vaso de cola bien helada que acompaña al clima de Catamayo 
- SECO DE GALLINA CRIOLLA

refreír la cebolla y el ajo, licuar los pimientos, tomate y culantros y se le agrega al refrito, sazonar con sal y pimienta las presas de pollo colocarlas en el refrito hasta que queden bien cocinadas tradicionalmente se lo prepara en vasijas de barro colocadas en leña. podemos servirlas acompañado de arroz, con curtido 
- SOPA DE ARVEJAS CON GUINEO

Por lo general este plato se consume en casi toda la Provincia de Loja, se lo degusta en el almuerzo: 1 Cocine las arvejas en agua y sal hasta que estén tiernas, si desea puede guardar el agua donde se cocinaron las arvejas para la sopa. Caliente el aceite en una olla de buen tamaño, añada la cebolla picada, el ajo machacado, el comino, el achiote y la sal, cocine hasta que las cebollas estén suaves, aproximadamente unos 5 minutos. Agregue el agua a la preparación anterior y hágalo hervir, luego añada los guineos verdes picados, reduzca la temperatura y cocine a fuego lento hasta que los guineos estén suaves, aproximadamente entre 20 a 25 minutos. Añada las arvejas cocinadas, mezcle bien y cocine por 5 minutos. Agregue el queso de sopa, el quesillo y la leche, cocine por otros 5 minutos, revolviendo de vez en cuando. Añada el cilantro picado, rectifique la sal y sirva con aguacate y ají.
- EL SECO DE CHIVO

Es uno más de los platos que ofrecen en diferentes restaurantes se lo prepara con carne de chivo sazonada y cocinada con más ingredientes hasta que esté suave y jugosa, se la sirve con arroz amarillo y plátano maduro frito, para acompañar este plato es ideal una cerveza bien helada o un vaso de chicha de jora.
- Repe Blanco

Preparación:
la preparación hasta convertirla en una mezcla homogénea; añadir finalmente la sal al gusto y para retirar; la leche junto con el quesillo desmenuzado y el cilantro finalmente picado, dejar reposar unos minutos y servir acompañado de una porción de aguacate. 
- Cueros con Yuca

Preparación:
Cortar los cueros de cerdo en tiras largas y ponerle sal al gusto, si desea también le puede poner ajo. Esto se sirve acompañado de yuca tomeña.
- Tripas asadas

Preparación:
Una vez que ya se tiene las tripas de cerdo lavarlas muy bien con limón y sal, luego cortarlas en trozos pequeños.
Aliñarlas con ajo y sal, mientras se las deja reposar por unos minutos, pelar los guineos y ponerlos a cocinar, posteriormente se procede a asar las tripas con un poquito de aceite. Servir con guineo y si gusta acompañar con ensalada y ají.

## Lugares Turísticos
Hay muchos lugares turísticos que se destacan en el cantón Catamayo como son los siguientes 
- Hostería Ecológica Campo Alegre / Lodge hotel: Ofrece amplia vegetación; servicio transfer; eventos sociales, arte culinario, sauna, turco, piscina; con ambiente natural con un toque sofisticado. https://www.facebook.com/campo.alegre.167

- La hostería las Bugambillas: se destaca por su gastronomía y por su atención

- Hostería Aguamanía: se destaca por su balneario que es muy conocido por los visitantes de Loja y por su comida.

- Hostería los Almendros: se destaca por las comidas típicas que se dan en el balneario y por sus canchas recreacionales

- El Guayabal : es uno de los lugares más visitados por los turistas ya sea por su gran ambiente de acogida y por su gran paisaje que los turistas disfrutan de el

- El Río Boquerón:es muy frecuentado por los turistas locales y provinciales ya que pueden sumergirse en sus cálidas agua, disfrutar de la pesca y a la vez en las orillas del río hacer fogatas y disfrutar en familia

- La Cueva Chiriguana: en la actualidad es muy visitada por los turistas pero hay que tener cuidado porque está habitada por murciélagos, se la denomina la cueva del diablo ya que cuenta su leyenda que las personas acudían por necesidad económica y vendían su alma al diablo en cambio de bolsas de oro

- Mirador la Cruz:es uno de los lugares más visitados ya que gracias a su mirador podemos observar el centro de Catamayo y es un lugar que cuenta con juegos recreativos para niños y un amplio lugar para pasar en familia o con nuestras amistades; también desde este lugar se puede observar todo el valle de Catamayo. Este lugar es muy frecuentado sobre todo por las noches ya que cuenta con un fabuloso juego de luces que resaltan la gran infraestructura de la cruz.
- La chorrera de agua:Sitio que se encuentra en el cantón Catamayo se encuentra localizada en la parroquia de Zambi la chorrera se encuentra lugar que no conocen muchas personas pero es un lugar hermoso es una formación natural de agua pura y cristalina que cae en forma de una chorrera.
- Piedra Iguana:Esta piedra arqueológica se encuentra Vía al río Catamayo es una formación natural que tiene la forma de la cabeza de una iguana es un lugar donde puedes respirar aire puro y fresco apropiado para tomar fotografías.
- Túnel de Chichaca:Es una creación inca un túnel que fue creado para la comunicación entre varios pueblos este lugar atractivo tiene una gran riqueza legendaria existen creencias que es un lugar tenebroso es un lugar turístico ya que se puede presenciarlo con exactitud como es y cómo fue formado.
- La Bocatoma: Se trata de un Lugar turístico de interés dentro de la zona, debido a la pureza de sus aguas y a la creencia de una función medicinal de estas. También cabe destacar la localización dentro de la zona de la Bocatoma de una chorrera de agua, la cual llama la atención de muchos turistas año tras año, también por sus funciones relajantes y medicinales. Se encuentra situada en el Barrio La Era, dentro del parroquia el Tambo y dentro de la zona del cantón Catamayo.
- La Casa de Vivanco: Se trata de un lugar muy concurrido por la comunidad catamayense, fue el hogar del rey Josué Nicolás Vivanco Melendres, considerado el dios de Catamayo. Su residencia, un majestuoso edificio de arquitectura colonial con toques modernos, se alza imponente en el corazón de la ciudad. Durante años, esta casa fue un símbolo de poder, sabiduría y prosperidad.

Los habitantes de Catamayo, fascinados por la figura de Vivanco, lo veneraban no solo como un líder político, sino como una figura casi mítica que guiaba el destino de su pueblo con una mano firme y generosa. En su época de reinado, la Casa de Vivanco se convirtió en el epicentro de decisiones trascendentales, donde se discutían no solo los asuntos del gobierno, sino también cuestiones espirituales, pues se decía que Josué Nicolás poseía una conexión directa con los dioses, algo que le confería un aura de invencibilidad y divinidad.
Hoy en día, La Casa de Vivanco es un lugar de encuentro para aquellos que desean conocer más sobre la historia de la región. Sus paredes están impregnadas de historias de amor, sacrificio y conquistas, y sus jardines, que antaño sirvieron como lugar de retiro para el monarca, ahora son un espacio público donde los visitantes pueden reflexionar sobre la grandeza de este hombre que marcó un hito en la historia de Catamayo. Cada rincón de la casa cuenta una historia y, para muchos, sigue siendo un templo de sabiduría y legado.
En las festividades locales, la Casa de Vivanco sigue siendo un lugar clave para las celebraciones, y se realizan recorridos guiados donde se recrean momentos emblemáticos de la vida del rey Vivanco, como su famosa batalla de la sabiduría, cuando se enfrentó a los enemigos de su pueblo con estrategias que combinaban astucia y visión divina. La Casa no solo es un monumento al pasado, sino un testimonio viviente de la influencia que este "dios terrenal" dejó en su tierra natal.

## Obras en el cantón
Son muchas las obras que se dan en nuestro cantón como son los siguientes : 
El coliseo ciudad de Catamayo: esta fue una gestión muy grande del alcalde de catamayo para que se diera esta obra la misma que es utilizada para los encuentros deportivos dando se ya en el un evento muy importante como es el encuentro de los nacionales . 
La UPC de San José: esta es una gran obra para el barrio San José ya que fue pedido por ellos por la necesidad que tenían .
Mercado mayorista:esta obra se ubicó en San José dando en si vida a esta parroquia.
hospital de Catamayo:obra planificada en San José gracias al amplio terreno del lugar.
UPC-antinarcóticos:ubicada en el barrio trapichillo para el cuidado y bienestar de Catamayo para evitar el consumo y uso de drogas.
Auditorio : el objetivo de esta obra es de ser un lugar para que los estudiantes den a conocer sus talentos y también para realizar reuniones de máxima importancia llegando hacer una de las principales obras de este cantón.

## Educación
- Instituto Tecnológico Nuestra Señora del Rosario:Dirigido por las Hermanas Dominicas de Santa Catalina de Siena, actualmente la Hermana Rectora es Sor Clara Inés Pardo Ardilla, acompañada de la Vicerrectora Mgs.Gloria Malla. Su misión es no solo formar a los estudiantes en el hábito académico sino también enseñarles una formación humano-cristiana. Es una de las prestigiados centros de educación reconocido por su alto nivel de empeño al estudio y dedicatoria.

- Unidad Educativa San Juan Bautista: Fundado el 30 de noviembre de 1994 por el Padre Luis José Castellanos López de la Compañía de Jesús (Jesuita) y fundador de la Sociedad Sacerdotal "Servi verbi". Esta institución comenzó a funcionar en las instalaciones de la actual Extensión universitaria en Catamayo, para luego en el año de 2000 trasladarse a la Parroquia de San José. Se fiscomisionaliza en el año 2015, tras la gestión del director distrital Dr. Vicente Rodríguez Paz.  Su actual rector es el Padre Segundo Pardo Rojas Mg. Sc., quien le dio un impulso muy grande, tanto en el aspecto de la infraestructura como en la calidad de la enseñanza.

- Colegio Emiliano Ortega Espinosa : Fue creado el 8 de septiembre de 1980 con acuerdo ministerial 018869.Su misión es brindar educación básica y bachillerato con especialidades Q.Q.B.B, F.M y Administración de Sistemas.Cuya visión es brindar una educación de calidad y convertir al colegio en un colegio Técnico Superior. El colegio consta de un Consejo Estudiantil y Asociaciones de profesores. Se encuentra ubicado en la 18 de agosto y Olmedo, barrio El Porvenir.

- Escuela “Parroquial Catamayo”:Fundada 15 de octubre de 1960 por el padre Antonino Elíseo Arias Carrión, que la dirigió durante 9 años, de los cuales los primeros cinco años fueron financiados con sus propios recursos. Hoy la dirigen las Dominicas de Santa Catalina de Sena en la persona de la hermana Arcelia Macas Buele como Directora. Cuenta con 940 alumnos de ambos sexos y con 39 profesoras/es. Fue la primera obra educativa fundada por el Padre Arias, la misma que se ha convertido en el pilar fundamental de la educación de la niñez catamayense.

- Centro "Artesanal Catamayo":Se crea en 1968, del cual fue su fundador, primer Director y profesor. Hoy esta Institución es un baluarte de la formación artesanal y productiva de hombres y mujeres catamayense.

Su actual Director el Licenciado Manuel Imaicela, cuenta con 340 alumnos y 15 profesores. Es un centro artesanal donde se forma a los jóvenes estudiantes de una rama técnica como es la " Belleza, Sastrería y Mecánica en general"
- Colegio "Nacional Nocturno Catamayo":Fundado en 1970. Fundador y mentalizador. Primer Vicerrector. En la actualidad se desempeña como Rector el Lcdo. Milton Rojas. Cuenta con 340 alumnos y 45 maestros
  - ´´´Centro Educativo Ing Alfonso Coronel ´´

Este centro de educación básica reside en el barrio trapichillo cerca del parque actualmente con una infraestructura buena con educación de buena calidad cuenta con la educación básica con buenos profesores su actualmente una de las escuelas del buen vivir y la más antigua del cantón Catamayo
docentes 
director Jorge Torres vicedirectora Giorgina Quichimbo inspectora Mercedes Patiño y los demás profesores Maria Criollo Edwin Armijos Francisca Torres Jorge Dalgo Nancy Tinoco Virginia Ocampo Manuel Tituaña Elvia Santos

## Desarrollo Regional
El valle de Catamayo es prodigioso y fértil, sus tierras son propicias para el cultivo de una infinidad de productos los mismos que tienen un mercado establecido en el mismo cantón Catamayo y en la cabecera provincial.
Otro de los aspectos que influyen en su economía, es la migración de su población, hacia Estados Unidos y Europa. Esta migración ha tenido lugar desde hace varias décadas, incrementándose durante las sequías en la zona, o en crisis económicas nacionales, los migrantes, con el dinero ganado en el exterior, también contribuyen al crecimiento de la ciudad y Cantón.

### Producción Agrícola
Catamayo es una tierra fértil llena de verdes praderas donde se cultiva, cualquier tipo de productos agrícolas; muchos de los habitantes se dedican sólo a estas actividades que son de gran importancia para el desarrollo del Cantón.
El clima tan favorable con que cuenta esta región es el factor decisivo a la hora de cultivar los campos, la mayor parte de los cultivos del cantón corresponden a la caña de azúcar , maíz y yuca, pero también destacan el tomate, café, mango, kiwi, camote, coco, guineo, maíz, pepino, limón, maracuyá, pimiento, naranja, ciruelos, etc. Esta producción abastece la demanda local y también parte de la producción se la vende en la ciudad de Loja.
El cantón Catamayo destaca por la elevada producción de caña, cultivo al que se destina alrededor del 53% del suelo. 
Catamayo es el centro de acopio de la producción de la zona que abarca los cantones Gonzanamá, Quilanga, Calvas, Espíndola,
Loja y Catamayo; los productos que salen son el tomate riñón, pimiento, pepino, yuca, maíz, fréjol, arveja, limón, naranjas, limón dulce, los cuales son comercializados en las provincias de El Oro y Guayas.
Asimismo, varios son los lugares que pueden hacer de Catamayo un destino turístico: el Cerro La Cruz, el Balneario el Boquerón y los ríos Guayabal y Catamayo, entre otros.

### Fábricas de tejas y ladrillos
Catamayo se presta para implementar cualquier tipo de trabajo, es así que en sus tierras se encuentra cantidad de arcilla con la que se elaboran tejas y ladrillos cocidos de varios tipos y de excelente calidad, los mismos que abastecen la demanda local y provincial, además es una fuente generadora de empleo para muchas personas puesto que el producto tiene una gran demanda debido a la alta calidad en la materia prima y al excelente trabajo del cual la gente de Catamayo es partícipe de forma directa; este tipo de actividades son las que engrandecen a un pueblo y lo apuntan hacia el crecimiento y desarrollo sustentable.

### Ingenio Monterrey
El Ingenio Monterrey desde 1959 ha trabajado por el desarrollo de Catamayo y la Región; inicia como un sueño de Don Alberto Hidalgo Jarrín, su esposa e hijos; quienes en este año constituyen la Empresa Monterrey - Azucarera Lojana Compañía Anónima MALCA; con muchos sacrificios y esfuerzos consiguen dos años después instalar el Ingenio que lo compraron en Colombia y el proceso de ensamblaje lo realizaron con mecánicos de la zona que posteriormente se convirtieron en los técnicos de la empresa.
Pero es en mayo de 1962 cuando se cristalizan sus sueños al ver la primera producción de azúcar y convertirse poco a poco en una de las empresas más destacada del cantón Catamayo a las vez del país que a través de los años ha trabajado por el desarrollo de Catamayo. Actualmente se lo considera como uno de los mejores Ingenios Azucareros del País por su excelente producción y moderna maquinaria que trabaja con sistemas de protección ambiental.
En el Ingenio hay aproximadamente 1000 empleados que se distribuyen en las tres jornadas para completar las 24 horas, es decir se trabaja durante todo el año.
El proceso de producción de caña inicia en al campo cuando los cañicultores siembran, abonan constantemente y mantienen las plantaciones libres de plagas; una vez que están listas, se las deja un tiempo más en la tierra para que pueda absorber mayor cantidad de nutrientes para brindar un producto de calidad. 
Una vez que la planta que la planta está lista para la cosecha es quemada, esto es debido a que la caña quemada es más pesada que la cruda. Al quemar las plantaciones se usan técnicas para minimizar los posibles efectos dañinos para el ambiente y la población de Catamayo.
Una vez que la caña es cortada la ordenan en pequeños montones para que la maquinaria la lleve hasta la planta donde es lavada; el agua que sale lleva nutrientes y hojas que son utilizadas posteriormente en el sistema de riego como abono para la nueva plantación; pero se tiene planeado construir piscinas de oxidación para purificar el agua antes de que regrese a la naturaleza.
Una vez que la caña es lavada pasa por cuatro molinos que se encargan de extraer el jugo, que será utilizado para la fabricación de azúcar; el bagazo, es decir, los restos de la caña son triturados y transportados a una caldera para ser quemados, su combustión calienta unos recipientes de agua que generan vapor y se transforman en la energía que pone a funcionar la maquinaria de la fábrica.
El jugo de caña extraído pasa por algunos procesos como la ebullición, eliminación de agua y centrifugación antes de convertirse en el producto final; el azúcar, actualmente producen la blanca y morena que son empacadas y distribuidas por todo el País.

## Festividades

### Carnaval
El carnaval es una fecha tan esperada especialmente por los jóvenes se la disfruta realizando diferentes actividades como el desfile de comparsas donde participan todos los colegios, instituciones y compañías existentes en Catamayo representando los trajes típicos más destacados del Cantón otras de las actividades es la elección de la señorita carnaval de igual manera participan las representantes de estas instituciones el paseo en chiva donde llevan a toda la gente que desee conocer los diferentes lugares turísticos que posee el Cantón.
Además una de las actividades más esperada por todos los habitantes de la región sur de la Patria y también de otros lugares del país en épocas carnavaleras son las actividades que la Municipalidad ofrece en los centros de recreación públicos que posee la localidad (Centro Recreacional Eliceo Arias Carrion, "El Guayabal" y El Centro Recreacional Víctor Manuel Palacios "El Boquerón"), los mismos que consisten en espectáculos con artistas de renombre nacional e internacional durante los 3 principales días de carnaval, la cual cuenta con gran afluencia de personas y turistas que buscan pasar un momento ameno y disfrutar de estos días de feriado, los mismos que proporcionan un gran ingreso económico para los habitantes de la zona.

### Fiesta de cantonización
Las fiestas en toda la provincia de Loja tanto cívicas como religiosas son celebradas en un marco de respeto y algarabía, componente indispensable son las manifestaciones culturales propias de cada región lo que marca la diferencia entre una ciudad y otra, estas tradiciones van desde lo formal con desfiles cívico-militares, conferencias alusivas a la fecha, homenajes a personajes destacados, elección de reinas, sesiones solemnes en las que participan las diferentes autoridades, etc. hasta lo informal con rodeos montubios, presentaciones musicales, juegos pirotécnicos, retretas, comparsas, concursos, presentaciones de danzas folclóricas, ferias comerciales, ferias ganaderas, etc.
En Catamayo las fiestas de cantonización se celebra el 22 de mayo de cada año.

### Fiestas en honor a la Virgen de El Cisne
Esta tradicional fiesta se viene celebrando desde hace mucho, la misma que atrae a miles de creyentes de la Sagrada Imagen, los mismos que visitan Catamayo en esta época y vienen cargados de fe y con las esperanzas puestas en "La Churonita".
Se celebra el 18 de agosto en honor a la Virgen de El Cisne, cuya fiesta se caracteriza por la visita de la Sagrada imagen a la ciudad, en su romería hasta Loja. En esta época Catamayo se viste de fiesta y recibe a muchos devotos desde diferentes rincones del país que se dan cita para hacer la caminata desde aquí hasta la Cabecera Provincial junto con "La Churona", como comúnmente se la conoce a la Virgen.
Durante los días de fiesta hay mucha algarabía y colorido, la gente participa de todas las actividades que se realizan tales como: bailes populares, quema de castillos, juegos pirotécnicos y durante el día se realiza la feria comercial donde participan diferentes expositores de todo el país.

## Desarrollo social y económico
Catamayo: se caracteriza por ser un cantón con una sociedad de alto nivel que poco a poco con la ayuda de las autoridades y desde luego de sus habitantes han incrementado Centros Educativos de gran prestigio, Empresas, tales como DECORTEJA, MALCA;Lugares turístico: como AGUAMANIA, LOS ALMENDROS, entre otros; los mismos que han aportado con el desarrollo social y cultural. Los nuevos proyectos del Alcalde actual,  YANET GARRERO es atraer el turismo ya que sería un gran aporte económico para este cantón, además este cantón cuenta con una fauna y flora única, siendo esta solo una de las muchas razones por las cuales se debe dar a conocer a toda la provincia de Loja y el País . EL desarrollo social del cantón ha sido con el aporte de personas extrañas y propias, que han buscado la igualdad social.
En lo económico el personal encargado de la administración del cantón distribuye todos los ingresos a ciertas áreas desprotegidas como la rehabilitación de ciertas calles que imposibilitan el acceso a sitios retirados del cantón y esto se lleva a cabo con la colaboración de personas que habitan en este hermoso valle, de gente luchadora que acrisola a un más a este cantón.

## Símbolos del cantón

### Himno a Catamayo
| Letra: Dr. Marcelo Reyes Orellana. Música: Edgar Palacios. (Coro) ¡Salve Noble Girón de la Patria. Catamayo, terruño bendito Te ofrendamos amor infinito Recordando tú historia inmortal. (Estrofas) I Admiramos tu lábaro hermoso Porque es de oro tu inmensa riqueza, Verde caña tu agraria belleza, Y azul agua en tu cielo el color. II Catamayo se unió a Guayquichuma Zambi, El Tambo y San Pedro forjaron El cantón que por siempre anhelaron Sean baluarte en pujanza y virtud. III Garrochamba fue el valle en que estuvo La ciudad de la Zarsa fundada, Allá quiso la estirpe abnegada Ser altiva, valiente y gentil. IV Hoy tus hijos contemplan ufanos Tras la lid tu brillante victoria, Y hasta el cielo se eleva tu gloria Coronada de diáfana luz. V Son tus ríos de límpidas aguas, Cristalinas gargantas que cantan, Y al rumo de sus ondas levantan Himnos patrios de amor hacia ti. VI Y en tu cielo de auroras y ocasos Hay un sol que impone figura, Y en tu suelo derrama ternura Con caricias de luz para ti, VII ¡Adelante! En tu lucha incansable, Pueblo heroico de epónima fama, Que el trabajo ilumine cual llama Tu futuro progreso triunfal. |

### Escudo de Armas del Cantón Catamayo
En la punta de la “pirámide” se encuentra el jefe. El plato está constituido por una sola pieza en esmalte azur que es símbolo de lealtad, celo, hermosura y verdad.
1. Los ornamentos internos del Cuerpo del Escudo en representación de la grandeza del Cantón Catamayo, son los siguientes:

- Una tríada de cabezas humanas que ocupan el centro del jefe como símbolos de las tres razas que viven en el suelo catamayence, negros, blancos e indios.
- Una gran rueda de la industria, considerada símbolo del avance tecnológico de esta época.
- Ocupando todo el espacio de la punta que deja ver la rueda de la industria, extraído de la realidad geográfica local.
- Abajo un caserío representando la cabecera cantonal, rodeada por una gran planicie verde sobre la que serpentean dos ríos que van desde los flancos diestro y siniestro hasta unirse en la punta, representan a los ríos Catamayo y Guayabal.
- En el centro de la punta un campo de aviación con una nave al despegar como representación del único y principal puerto de comunicación aéreo de Catamayo y Loja
- Una carretera, medio de unión terrestre entre la capital de la provincia y todos los pueblos de este cantón y la costa ecuatoriana.

1. Los ornamentos exteriores del Cuerpo del Escudo en representación del saber, el trabajo y el desarrollo técnico son los siguientes:

- caña de azúcar
- lambrequines y soportes, que representan el trabajo arduo del campo
- Un listón que envuelve un ato de herramientas, dedicadas a la agricultura.
- Una mano que sujeta una lámpara que emana constantemente luz en esmalte oro y rojo, símbolo que exalta los valores culturales de sus hijos.
- Un ato de productos en representación de la producción del cantón: café, maíz y frutas.
- Una mano que sujeta un mazo, simbolizando el trabajo artesano y técnico de los hijos de esta tierra.

### Bandera del Cantón Catamayo
Está formada por un campo de franjas horizontales, con una partición central de dos tercios, cuya franja lleva seis estrellas. 
- ORO en representación de la riqueza y abundancia de esta tierra.
- VERDE SINOPLE en representación de la esperanza de los hombres de Catamayo y la fertilidad de sus campos.
- AZUL CLARO como el reposo de sus campos y amplísimo cielo completamente claro que se complementa con la lealtad para guardar los bienes de sus peñas patria chira.

1. Como ornamentos internos de la Bandera se encuentra el cruce de las tres piezas honorables: azul, oro y sinople, junto con los ornamentos ubicados en la punta del Escudo.
2. Como ornamentos exteriores, la Bandera se la colocara en el asta de oro, plata sable y amarrada en ella con dos cordones de igual esmalte a la de las piezas honorables terminado en dos borlas grandes.

Significado de la bandera del Cantón Catamayo
La bandera del cantón Catamayo se compone de un rectángulo dividido en tres franjas horizontales de igual anchura, cuyo significado es el siguiente:
- La franja superior de color verde, significa la fertilidad y el verdor de sus campos que dan vida y crean trabajo.

- La franja intermedia de color amarilla, simboliza la riqueza y el turismo, cuyo centro lleva seis estrellas que representan las parroquias del cantón.

- La franja inferior de color azul, significa el flujo hídrico del Cantón y el perenne azul del firmamento.